# Anthony Smith (calciatore)
Anthony Smith (Sunderland, 24 giugno 1971) è un allenatore di calcio ed ex calciatore inglese, di ruolo difensore.

## Biografia
Suo fratello minore Dan è stato a sua volta un calciatore professionista (ha disputato 3 partite con il Sunderland e 9 partite nella prima divisione scozzese con l'Aberdeen); per un breve periodo, nella stagione 2013-2014 al Gateshead, Dan è stato anche allenato da Anthony.

## Carriera

### Giocatore
Esordisce tra i professionisti nella stagione 1990-1991, nella quale disputa 9 partite nella prima divisione inglese con il Sunderland; rimane in rosa anche nella stagione 1991-1992, disputata in seconda divisione in seguito alla retrocessione dell'anno precedente, nella quale gioca ulteriori 2 partite di campionato; nella seconda parte della stagione gioca poi in prestito in quarta divisione all'Hartlepool Utd, con cui disputa 5 partite in campionato e 2 partite nel Football League Trophy. Terminato il prestito fa ritorno al Sunderland, dove gioca per altre 3 stagioni consecutive nella seconda divisione inglese, totalizzando ulteriori 9 presenze in questa categoria (7 nel campionato 1992-1993 ed una presenza in ciascuno dei 2 campionati successivi); al termine della stagione 1994-1995 lascia il Sunderland, con un bilancio totale di 30 presenze in partite ufficiali (alle 25 presenze in campionato aggiunge infatti anche 5 presenze in Coppa di Lega). Disputa infine un'ultima stagione da professionista, la 1995-1996, fortemente condizionata dall'infortunio che gli farà poi terminare anzitempo la carriera: con il Northampton Town, club di quarta divisione, gioca infatti solamente 4 partite in tutta la stagione (2 in campionato e 2 in Coppa di Lega).

### Allenatore
Inizia ad allenare nella stagione 2011-2012, quando guida il Chester-le-Street Town, club della nona divisione inglese. A fine stagione, dopo aver ottenuto un piazzamento a metà classifica, lascia il club; nel dicembre del 2012 si accasa al Gateshead, club di National League (quinta divisione), dove conclude il campionato con un diciassettesimo posto in classifica con un bilancio di 8 vittorie, 7 pareggi e 11 sconfitte in 25 partite. Viene riconfermato anche per la stagione 2013-2014, nella quale dopo 3 sconfitte in altrettante giornate di campionato nell'arco di una settimana, il 18 agosto 2013 si dimette dall'incarico. L'anno seguente scende nuovamente in nona divisione, al West Auckland Town; nel dicembre del 2014 si dimette a seguito di una divergenza di vedute sulla conduzione della squadra con la società, nonostante il club fosse primo in classifica con un vantaggio di nove punti sulla seconda. Lasciato il West Auckland Town, Smith rimane senza squadra per più di 2 anni, fino al 2017, quando diventa il nuovo allenatore degli australiani dell'Holland Park Hawks di Brisbane, club della terza divisione australiana, dove rimane fino al luglio del 2017.